# Afrana angolensis
Afrana angolensis és una espècie de granota que viu a Angola, Botswana, Burundi, República Democràtica del Congo, Eritrea, Etiòpia, Kenya, Lesotho, Malawi, Moçambic, Ruanda, Sud-àfrica, Eswatini, Tanzània, Uganda, Zàmbia, Zimbàbue i, possiblement també, a Namíbia.
Està amenaçada d'extinció per la pèrdua del seu hàbitat natural.